# Pardosa patapatensis
Pardosa patapatensis là một loài nhện trong họ Lycosidae.
Loài này thuộc chi Pardosa. Pardosa patapatensis được Alberto Barrion & James A. Litsinger miêu tả năm 1995.